# Mesochorus noxiosus
Mesochorus noxiosus là một loài tò vò trong họ Ichneumonidae.